# Kratine (Foča)
Pour les articles homonymes, voir Kratine.
Kratine (en serbe cyrillique : Кратине) est un village de Bosnie-Herzégovine. Il est situé dans la municipalité de Foča et dans la république serbe de Bosnie. Selon les premiers résultats du recensement bosnien de 2013, il compte seulement 25 habitants.

## Démographie

### Répartition de la population par nationalités (1991)
En 1991, le village comptait 291 habitants, répartis de la manière suivante :

### Communauté locale
En 1991, la communauté locale de Kratine comptait 706 habitants, répartis de la manière suivante :